# James McIlroy
Pour les articles homonymes, voir McIlroy.
James McIlroy, de son vrai nom James Archibald McIlroy (3 novembre 1879 - 27 juillet 1968) est un chirurgien britannique qui prit part à l'expédition « Expédition Endurance » d'Ernest Shackleton en 1914-1916.

## Biographie
Après avoir obtenu son diplôme de médecine à l'université de Birmingham, il est quelque temps chirurgien à l'hôpital Queen Elizabeth de Birmingham. Il passe les années suivantes à pratiquer la médecine en Égypte, au Japon, et comme chirurgien de bord dans des navires de croisière autour des Indes.
En 1914 il est l'un des deux médecins engagés par Shackleton lors de son expédition en Antarctique connue comme l'« Expédition Endurance ». L'autre chirurgien est Alexander Macklin. Entre autres missions au sein du groupe, McIlroy est responsable de l'équipe des conducteurs de chiens de traineau. C'est aussi McIlroy qui réalise l'amputation des doigts de pied gangrénés de Perce Blackborow alors qu'une partie de l'équipe est coincée sur l'île de l'Éléphant. Le Dr. Alexander Macklin administre du chloroforme pour l'anesthésie. Il reçoit la Silver Polar Medal pour tout le travail accompli lors cette l'expédition.
Au cours de la Première Guerre mondiale, il est gravement blessé à Ypres. En 1921 McIlroy s'engage de nouveau avec Shackleton pour une autre expédition polaire, au cours de laquelle ce dernier perd la vie, ce qui met fin prématurément à l'aventure.
Au cours de la Seconde Guerre mondiale, McIroy sert sur le S.S. Oronsay qui est torpillé au large de la côté ouest de l'Afrique. Il passe cinq jours sur un canot avant d'être secouru par le navire français « Dumont d’Urville ».
Après la guerre, il continue à exercer comme chirurgien sur des navires et cela à soixante dix ans passés.
Il meurt dans le Surrey le 27 juillet 1968.